# 黑腹食籽雀
黑腹食籽雀（学名：Sporophila melanogaster）是巴西特有的一种食籽雀。
其栖息于温带草原和沼泽。目前它们正在面临栖息地丧失的威胁。